# Lil Jon
Jonathan Smith, ismertebb nevén Lil Jon (Atlanta, Georgia, 1971. január 17. –) amerikai zeneszerző, énekes, rapper. Beceneve: The King Of Crunk (a crunk királya). 1997-ben adta ki első albumát Get Crunk, Who U Wit: Da Album címmel.

## Diszkográfia

### Szóló
- 2010 – Crunk Rock

### Az East Side Boyzzal
- 1997 – Get Crunk, Who U Wit: Da Album
- 2000 – We Still Crunk!!
- 2001 – Put Yo Hood Up
- 2002 – Kings of Crunk
- 2003 – Part II
- 2004 – Crunk Juice

Több előadóval működött együtt:
- Snoop Dogg
- Ice Cube
- Xzibit
- David Banner
- Usher
- Whitney Houston
- Too Short
- Xscape
- 112
- LMFAO
- Steve Aoki

## Filmográfia
- 2004: Soul Plane
- 2005: Boss'n Up
- 2005: Hip-Hop Honeys: Las Vegas
- 2006: Csajozós film (Date Movie)
- 2006: Horrorra akadva 4. (Scary Movie 4)
- 2008: Smoke and Mirrors
- 2009: Pimp My Ride International
- 2010: Freaknik: The Musical